# Ruud van der Meijden
Ruud van der Meijden (1945-2007) was een Nederlandse botanicus. Hij was een van de bekendste kenners van de Nederlandse flora.
Zijn promotieonderzoek verrichtte van der Meijden aan het genus Xanthophyllum, vastgelegd in zijn proefschrift.
Van der Meijden was eindverantwoordelijk voor Heukels' Flora van Nederland, te beginnen met de 20e druk (1983). De laatste editie die hij bewerkte, de 23e druk (2005), baseerde hij op het APG II-systeem (2003). Bij publicatie werd vermeld dat Van der Meijden de eerste ter wereld was die deze op DNA-gegevens gebaseerde indeling van de hogere planten toepaste in een flora.
Van der Meijden maakte deel uit van de staf van het Nationaal Herbarium Nederland (het vroegere Rijksherbarium, Universiteit Leiden) en was lid van het bestuur van de Stichting Floron.
Van der Meijden trad enkele keren op in de nationale media zoals bij Noorderlicht, een populair-wetenschappelijk multimediaproject van de VPRO.
- Bibliothèque nationale de France: cb17765752z (data)
- Author citation (botany): Meijden
- Gemeinsame Normdatei: 1120604737
- International Standard Name Identifier: 0000 0001 1686 6827
- Library of Congress Control Number: n87152902
- Nationale Bibliotheek van Tsjechië: xx0216261
- Nederlandse Thesaurus van Auteursnamen: 068841167
- Système universitaire de documentation: 196532841
- Virtual International Authority File: 92698929